# Iosif Czako
Iosif Czako (Reșița, 11 de juny de 1906 - Reșița, 12 de setembre de 1966) fou un futbolista romanès de la dècada de 1930.
Fou internacional amb Romania i disputà el Mundial de 1930.